# Chersotis sterilis
Chersotis sterilis är en fjärilsart som beskrevs av Brandt 1938. Chersotis sterilis ingår i släktet Chersotis och familjen nattflyn. Inga underarter finns listade i Catalogue of Life.